# Jacoba Maria van Nickelen
Jacoba Maria van Nickelen (Haarlem, c.1690 - Amsterdam, 1749) fou una pintora neerlandesa del segle xviii.

## Biografia
Va néixer dins d'una antiga família dedicada a la pintura de Haarlem; el seu avi Isaak van Nickelen va pintar interiors d'església, i el seu pare Jan van Nickelen va ser un pintor de paisatges.
Segons el Rijksbureau voor Kunsthistorische Documentatie ella es va dedicar principalment a les pintures de bodegons de fruita i flors, el treball dels quals mostra els mateixos elements que les obres de Cornelia van der Mijn, la filla del seu professor Herman van der Mijn. Va estar activa en la cort de l'elector palatino Johann Wilhelm, on a més de Cornelia, les pintores Adriana Spilberg i Rachel Ruysch també van pintar. Va contreure matrimoni amb el pintor Willem Troost i va tenir vuit fills, dels quals únicament dos van sobreviure a la infància.